# ABO世界觀
ABO世界觀（英語：Omegaverse，直譯為歐米茄宇宙，也稱作alpha/beta/omega）是一種作為文學作品創作背景的虛構世界設定，起源是來源于狼群等級制度的歐美同人小說設定。此類型的核心設定是人類依照生理機能被劃分為主導的Alpha、中間的Beta以及居下的Omega等級。

## 概要
|             | 男性   | 男性        | 女性 | 女性 |
| 男性 生殖器 | 生殖腔 | 男性 生殖器 | 子宫 |      |
| ----------- | ------ | ----------- | ---- | ---- |
| Alpha       |        | /           | /    |      |
| Beta        |        | /           | /    |      |
| Omega       | /      |             |      |      |

ABO世界觀中，人類的男、女兩性別中分别有Alpha、Beta和Omega這三種分類，Alpha在體能上佔優勢並居於領導地位，Beta生殖力普通屬於中間階層，Omega最易受孕並位於社會下層，發情期會散發費洛蒙吸引Alpha。

## 歷史
與ABO世界觀類似之設定在之前即不少見，諸如發情期概念早在1967年出現於《星艦迷航記》的寇克/史巴克同人小說裡，而2003年《野性類戀人》的世界觀亦有族群依能力及生殖力分三等級。2010年時影集《超自然檔案》的一篇同人小說設定了男性因生理機能不同分為「Alpha male」和「Bitch male」，而第一篇ABO文则是来自美国电视剧《邪恶力量》中两位主角的演员Jensen Ackles与Jared Padalecki的腐向同人文。此後更多同人小說將該設定進行衍生，最後形成ABO世界觀。
ABO世界觀常見於歐美同人斜線小說，但此類型之商業創作也逐漸增加。